# Oruza glaucotorna
Oruza glaucotorna là một loài bướm đêm trong họ Erebidae.